# Битва за Британию
Би́тва за Брита́нию (англ. Battle of Britain) — авиационное сражение Второй мировой войны, продолжавшееся с 10 июля по 30 октября 1940 года.
Термин «Битва за Британию» впервые использовал премьер-министр Великобритании Уинстон Черчилль, назвав так попытку нацистской Германии завоевать господство в воздухе над югом Англии и подорвать боевой дух британского народа. В русскоязычной литературе часто называется Битва за Англию (нем. Luftschlacht um England).
В ходе ожесточённых воздушных боёв лета и осени 1940 года Королевские ВВС Великобритании (Royal Air Force) отразили попытки ВВС Нацистской Германии (Luftwaffe) достигнуть превосходства в воздухе, уничтожить британские ВВС, разрушить промышленность и инфраструктуру страны, деморализовать население и тем самым принудить Великобританию к капитуляции или заключению мира.
Битва за Британию стала первой военной кампанией, в которой участвовали исключительно ВВС и силы противовоздушной обороны. Развитие событий определялось островным положением Великобритании и отказом вермахта от проведения десантной операции на Британские острова до момента завоевания господства в воздухе.
С июля 1940 года основными целями немецких бомбардировок являлись прибрежные конвои и морские базы, такие как Портсмут, но уже через месяц главные силы Люфтваффе были направлены на уничтожение английских аэродромов. В ходе битвы также подвергались бомбардировке авиационные заводы и объекты наземной инфраструктуры. В конечном счёте, немецкие ВВС прибегли к тактике устрашающего бомбометания и атакам на объекты, имеющим большое политическое значение.
Неспособность Германии к выполнению поставленных перед началом кампании задач считается первым поражением нацистской Германии во Второй мировой войне и одной из её поворотных точек. В том случае, если бы Германии удалось добиться превосходства в воздухе, Адольф Гитлер планировал операцию «Морской лев» — вторжение в Великобританию с моря и воздуха.
«День битвы за Британию» отмечается в Великобритании 15 сентября; по мнению англичан, потери, понесённые немецкими ВВС в этот день в 1940 году, вынудили германское командование признать невозможность сломить оборону Британских островов и моральный дух британцев.

## Предыстория
Согласно некоторым данным и свидетельствам, поначалу Гитлер не ставил цель вести войну на два фронта и до осуществления разработанного в июле-декабре 1940 года плана «Барбаросса» по нападению на СССР планировал разгромить Великобританию, овладев также военными и производственными ресурсами её доминионов Индии и Канады, для чего позже собирался перебросить с будущего восточного фронта на запад 80 сформированных дивизий, о чём даже проинформировал Сталина.
После блицкрига по малым европейским странам, эвакуации британских и французских войск из Дюнкерка и капитуляции Франции, объявленной 22 июня 1940 года, единственным противником Германии на западе оставалась Великобритания. После одержанных побед на западе Европы Гитлер поверил в то, что Вторая мировая война фактически подошла к концу; он верил также в то, что британцы, потерпевшие поражение на континенте и потерявшие союзников, вскоре пойдут на переговоры с нацистской Германией. Хотя министр иностранных дел Великобритании лорд Галифакс вместе с определённой частью общества и политического истеблишмента предпочёл бы достигнуть мирного соглашения с Германией, Уинстон Черчилль, только что занявший премьерское кресло, и большая часть его кабинета отказались идти к мирному соглашению с Гитлером. Вместо этого Черчилль задействовал весь свой талант оратора для того, чтобы отвратить общественное мнение от мыслей о капитуляции и приготовить Британию к продолжительной войне.
Выступая 4 июня, Черчилль в речи, вошедшей в историю под названием «Мы будем сражаться на пляжах», вновь выражал непреклонную волю нации к борьбе и победе:

Несмотря на то, что значительные пространства Европы и многие старые и славные государства попали или могут попасть под власть гестапо и всего отвратительного аппарата нацистского господства, мы не сдадимся и не покоримся. Мы пойдём до конца, мы будем сражаться во Франции, мы будем сражаться на морях и на океанах, мы будем сражаться с возрастающей уверенностью и растущей силой в воздухе; мы будем оборонять наш Остров, чего бы это ни стоило, мы будем сражаться на побережьях, мы будем сражаться в пунктах высадки, мы будем сражаться на полях и на улицах, мы будем сражаться на холмах, мы не сдадимся никогда, и даже, если случится так, во что я ни на мгновение не верю, что этот Остров или большая его часть будет порабощена и будет умирать с голода, тогда наша Империя за морем, вооружённая и под охраной Британского Флота, будет продолжать сражение, до тех пор, пока, в благословенное Богом время, Новый Свет, со всей его силой и мощью, не отправится на спасение и освобождение старого.
Оригинальный текст (англ.)Even though large tracts of Europe and many old and famous States have fallen or may fall into the grip of the Gestapo and all the odious apparatus of Nazi rule, we shall not flag or fail. We shall go on to the end, we shall fight in France, we shall fight on the seas and oceans, we shall fight with growing confidence and growing strength in the air, we shall defend our Island, whatever the cost may be, we shall fight on the beaches, we shall fight on the landing grounds, we shall fight in the fields and in the streets, we shall fight in the hills; we shall never surrender, and even if, which I do not for a moment believe, this Island or a large part of it were subjugated and starving, then our Empire beyond the seas, armed and guarded by the British Fleet, would carry on the struggle, until, in God's good time, the New World, with all its power and might, steps forth to the rescue and the liberation of the old.

Наконец, 18 июня, говоря о капитуляции Франции, Черчилль призвал англичан вести себя так, чтобы это время в веках считалось звёздным часом нации (речь «Их звёздный час» — Their finest hour):
То, что генерал Вейган называл битвой за Францию, окончено. Со дня на день начнётся битва за Британию. От исхода этого сражения зависит судьба христианской цивилизации. От этого зависит наша собственная британская жизнь, и длительная непрерывность наших учреждений и нашей Империи. Скоро на нас обрушатся вся ярость и мощь врага. Гитлер знает, что или ему надо сломить нас на нашем острове, или он проиграет войну. Если мы выстоим в борьбе с ним, вся Европа может стать свободной, и жизнь всего мира двинется вперёд на широкие, залитые солнцем высоты. Но если мы потерпим поражение, весь мир, включая Соединённые Штаты, включая всё, что мы знаем и любим, погрузится в бездну нового Тёмного века, который лучи извращённой науки сделают более губительным и, возможно, более длительным. Поэтому соберёмся с духом для выполнения нашего долга и будем держаться так, что если Британская империя и Британское Содружество просуществуют тысячу лет, то и тогда, через тысячу лет, люди скажут: «Это был их звёздный час».
Оригинальный текст (англ.)What General Weygand called the Battle of France is over. I expect that the Battle of Britain is about to begin. Upon this battle depends the survival of Christian civilization. Upon it depends our own British life, and the long continuity of our institutions and our Empire. The whole fury and might of the enemy must very soon be turned on us. Hitler knows that he will have to break us in this Island or lose the war. If we can stand up to him, all Europe may be free and the life of the world may move forward into broad, sunlit uplands. But if we fail, then the whole world, including the United States, including all that we have known and cared for, will sink into the abyss of a new Dark Age made more sinister, and perhaps more protracted, by the lights of perverted science. Let us therefore brace ourselves to our duties, and so bear ourselves that, if the British Empire and its Commonwealth last for a thousand years, men will still say, "This was their finest hour."

11 июля гросс-адмирал Эрих Редер, главнокомандующий Кригсмарине, доложил Гитлеру, что вторжение на Британские острова должно рассматриваться в качестве последней, крайней меры, и то лишь при полном превосходстве в воздухе. В ходе датско-норвежской операции немецкий флот понёс значительные потери (были потоплены тяжёлый крейсер «Блюхер», лёгкие крейсера «Карлсруэ» и «Кёнигсберг», 10 эсминцев, артиллерийское учебное судно «Бруммер», 8 подводных лодок, миноносец, 11 транспортов и более 10 малых кораблей), многие его корабли были повреждены (линейные корабли «Шарнхорст» и «Гнейзенау», карманный линкор «Лютцов», тяжёлый крейсер «Адмирал Хиппер», лёгкий крейсер «Эмден», артиллерийское учебное судно «Бремзе»), в то время как британские Королевские ВМС на тот момент только во «Флоте Метрополии» имели на вооружении более 50 эсминцев, 21 крейсер и 8 линкоров. В подобной ситуации Кригсмарине не могли бы помешать британскому флоту вмешаться в ход высадки. Единственной возможностью сковывания сил английского флота было бы широкое использование пикирующих бомбардировщиков и торпедоносцев, а для этого требовалось обязательное завоевание превосходства в воздухе.
Первоначально Гитлер согласился с мнением Редера, но уже 16 июля был отдан приказ о подготовке плана вторжения в Великобританию. Возможно Гитлер верил в то, что уже одно известие о немецких военных приготовлениях испугает британцев и склонит их к мирным переговорам. «Директива № 16: О подготовке десантной операции против Англии», среди прочего, гласила:

Так как Великобритания, несмотря на её безнадёжную с военной точки зрения ситуацию, ещё не дала никаких знаков готовности к переговорам, я решил приготовить десантную операцию против Англии и, в случае необходимости, привести её в исполнение. Задача этой операции состоит в том, чтобы уничтожить английское государство как базу для продолжения войны против Германии… 

2) В приготовлениях должно быть учтено выполнение всех предварительных условий, при которых высадка будет возможной; 

а) Британские ВВС должны быть разбиты до такого фактического и морального состояния, при котором они будут не в состоянии собрать силы для сколь-нибудь значительной атаки на переправляющиеся немецкие войска.

Все приготовления следовало завершить до середины августа.
План, получивший название «операция Морской лев» был представлен Верховному командованию вермахта, его выполнение было запланировано на середину сентября 1940 года. В плане предусматривались высадки немецких войск на южном побережье Великобритании под прикрытием ВВС Германии. Ни Гитлер, ни командование не верили в то, что будет возможно успешно осуществить операцию по высадке морского десанта в Великобритании без нейтрализации Королевских ВВС. Редер верил в то, что превосходство в воздухе сможет сделать высадку успешной, хотя и при этом вся операция останется очень рискованной и будет требовать «абсолютного господства наших воздушных сил в небе над Ла-Маншем». Гроссадмирал Карл Дёниц, напротив, имел мнение, что превосходства в воздухе будет недостаточно. Он вспоминал: «Мы не контролировали ни воздух, ни море. К тому же, мы никаким образом не могли установить этот контроль».

## Планы Германии
В случае победы оккупированная немцами Британия должна была быть разделена на несколько военно-экономических командований со штаб-квартирами в Бирмингеме, Глазго, Ливерпуле, Лондоне и Ньюкасле. Главной штаб-квартирой немецкой оккупационной администрации Гитлер избрал наследственное имение герцогов Мальборо дворец Бленем. Нацисты составляли списки лиц и организаций в Британии, которые представляли бы им опасность в случае захвата страны. Всего в этих списках гестапо фигурировало 2300 человек и 400 организаций. Кроме евреев (450 тысяч человек) как главной мишени нацистов, были ещё квакеры, беженцы-антифашисты из Испании времён гражданской войны 1936—1939 годов, банкиры из фонда «United Dominions Trust», бригадный генерал Эдвард Спирс, противник политики умиротворения Гитлера, во время битвы за Францию мая—июня 1940 года — личный представитель Черчилля при французском премьер-министре Рейно, австрийский учёный-химик Роберт Карл Айзеншиц, Британская ассоциация инженеров, сбежавшие из Третьего рейха противники нацизма. По немецким планам все мужское население Британии в возрасте 17—45 лет должно было быть интернировано и отправлено в концлагеря. В условиях 1940 года, когда всё население Великобритании было 48 миллионов, это означало, что нужно было депортировать 11 миллионов человек.

## Силы сторон

### Истребительная авиация

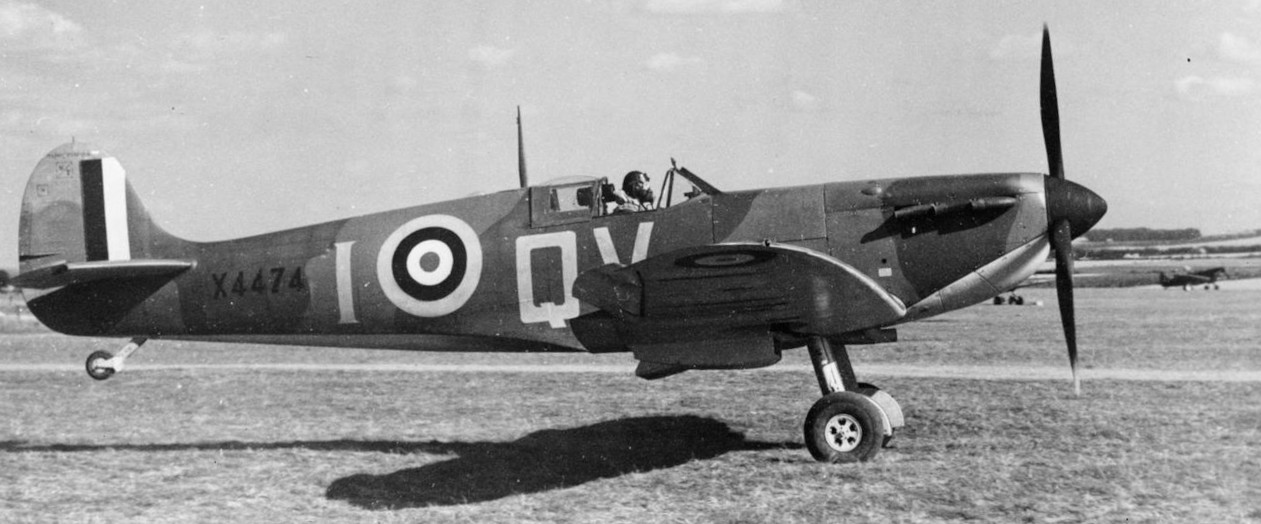
Спитфайр Mk.I позднего производства из состава 19-й эскадрильи королевских ВВС. Сентябрь 1940 г.

Немецким истребителям Messerschmitt Bf.109E и Bf.110C противостояли «рабочая лошадка» британских ВВС — Hurricane Mk I и менее многочисленный Spitfire Mk I. Скороподъёмность Bf.109E была выше, чем у «Харрикейна», кроме того, немецкий истребитель имел преимущество в скорости — в зависимости от высоты полёта и варианта модификации E, она составляла от 500 до 650 км/ч. В сентябре 1940 г на вооружение королевских ВВС в небольших количествах начала поступать более мощная модификация «Харрикейна» — Mk IIa. Её максимальная скорость достигала 550 км/ч, что было на 40—48 км/ч быстрее предыдущей версии этого самолёта.
«Спитфайр» — основной противник Bf.109 в воздушных боях — имел меньший радиус боевого разворота. Bf.109E и «Спитфайр» имели ряд преимуществ друг перед другом по различным лётным характеристикам, однако, как отмечается в книге «История „Спитфайра“»:

…различия в пилотировании и лётных качествах между «Спитфайром» и Bf.109 были только второстепенными, и в бою они почти всегда преодолевались тактическими соображениями: какая из сторон заметила противника первой, имела ли она преимущество в высоте, численности машин, тактической ситуации, тактической координации, способностях пилотов, расположении по отношению к солнцу, количеству оставшегося горючего и т. д.

Bf.109 также использовался в качестве истребителя-бомбардировщика — модификации E-4/B и E-7 могли нести 250-килограммовую бомбу под фюзеляжем. В отличие от «Штуки», после сброса бомбовой нагрузки «Мессершмитт» мог на равных противостоять истребителям королевских ВВС.
Двухмоторный истребитель-бомбардировщик Messerschmitt Bf.110 люфтваффе изначально планировало использовать в воздушных боях в качестве самолёта прикрытия для групп бомбардировщиков. Однако, несмотря на то, что Bf.110 был быстрее «Харрикейна» и развивал почти ту же скорость, что и «Спитфайр», он имел меньшую манёвренность и ускорение по сравнению с британскими самолётами. 13 и 15 августа было потеряно соответственно 13 и 30 самолётов — число, эквивалентное немецкой авиагруппе — это были самые большие потери среди самолётов этого типа за всю кампанию. 16 и 17 августа было потеряно ещё 8 и 15 машин соответственно. Геринг приказал применять соединения Bf.110 там, «где радиуса действия одномоторных машин было недостаточно». Наиболее успешной ролью для Bf.110 явилась роль скоростного бомбардировщика. «Мессершмитт 110» обычно делал неглубокое пике при бомбардировке цели, поэтому потом он был способен уходить на высокой скорости. Одно подразделение, испытательная группа 210, показало, что Bf.110 мог быть использован для достижения нужного эффекта при бомбардировках маленьких, «точечных» целей.
Также британцы использовали истребитель Дефайнт, который имел сходства с Харрикейном, и обладал оборонительной пулемётной турелью, но не имел курсового вооружения. Ко времени битвы за Британию этот одномоторный двухместный истребитель считался устаревшим по сравнению с другими машинами. К концу августа, после понесённых потерь, самолёты этого типа перестали использоваться в дневном бою. Существовала определённая критика относительно решения оставить самолёты этого типа (а также малоэффективные бомбардировщики Fairey Battle) в строю, вместо того, чтобы отправить их на слом, что позволило бы установить моторы «Мерлин» со списанных самолётов на новые истребители и пересадить пилотов «Дефайантов» на «Харрикены», освободив тем самым большое количество опытных пилотов для «Спитфайров».

### Соединения истребителей
В конце 30-х Командование истребительной авиации не предполагало, что над Британией придётся воевать против однодвигательных истребителей, и готовилось к борьбе только с бомбардировщиками. В связи с этим истребительная авиация отрабатывала и неуклонно следовала тактике, состоящей из серии манёвров, в результате которых огневая мощь эскадрильи концентрировалась на бомбардировщиках. Пилоты истребителей RAF летели плотными группами по три самолёта. Типичный боевой порядок эскадрильи (12 самолётов) — четыре тройки, летавшие плотной группой, клином остриём вперёд. При таком порядке только командир эскадрильи, летевший впереди, фактически имел возможность наблюдать за врагом; другие пилоты должны были сосредоточиться на сохранении дистанции. Пилотов истребителей RAF также обучали производить атаки группами, отсоединяющимися одной за другой. Командование истребительной авиации, признавая слабые стороны этой жёсткой структуры в начале сражения, не было готово рисковать и менять тактику в середине сражения, потому как большинство пилотов были новичками, часто только с минимальным фактическим налётом, и быстро переучить их было довольно проблематично. К тому же неопытным пилотам RAF было нужно уверенное командование, а это могли обеспечить только жёсткие тактические структуры. Немецкие пилоты называли порядки королевских ВВС рядами идиотов (Idiotenreihen), потому что они делали эскадрильи уязвимыми для атак.
В отличие от англичан, люфтваффе применяла свободные пары истребителей, в которых решения принимал ведущий, а расстояние между самолётами составляло около 183 метров. Такая дистанция была связана с радиусом разворота Ме.109, что означало, что оба самолёта при необходимости могли повернуть вместе на большой скорости.  При этом ведомый летел несколько выше и должен был всё время оставаться вместе с ведущим. В то время как ведущий занимался поиском вражеской авиации, ведомый мог прикрыть его со стороны мёртвой точки, а также должен был следить за самолётами противника в воздушном пространстве в мёртвой зоне ведущего (сзади и ниже). Любой атакующий самолёт мог быть зажат между двумя Ме.109.
Такой порядок был основан на принципах, сформулированных асом Первой мировой войны Освальдом Бёльке в 1916. ВВС Финляндии в 1934 году применяли подобные порядки под названием partio (патруль; два самолёта) и parvi (два патруля; четыре самолёта) со схожими идеями, однако пилоты люфтваффе во время Гражданской войны в Испании (среди которых были Гюнтер Лютцов и Вернер Мёльдерс) довели эту тактику до совершенства.
В порядках люфтваффе в паре ведущий мог сосредоточиться на поиске и атаке самолётов противника. Этот аспект, тем не менее, вызывал недовольство у низших чинов, потому что многочисленные победы ведущих происходили за счёт ведомых. Во время Битвы за Британию пилот, который уничтожил 20 самолётов, автоматически награждался рыцарским крестом, к которому добавлялись дубовые ветви, мечи и бриллианты за каждые последующие 20 самолётов. По этому поводу шутили, что те пилоты, которые имеют хроническое желание получать эти награды, страдают от больного горла. Шутка основана на том, что «Рыцарский крест» носили на шейной ленте.
Две такие пары обычно объединились в звено, где все пилоты могли наблюдать, что происходит вокруг них. Все звенья в эскадрильи летели на различных высотах, соблюдая расстояние 183 метра, что позволяло совершать дальние перелёты и допускало большую степень гибкости. Имея форму креста, Schwarm мог быстро изменить курс.
Истребители Ме-110 использовали такой же порядок звеньев, что и Ме-109, однако редко могли использовать его с тем же успехом. Попав под вражескую атаку, они чаще прибегали к образованию больших «защитных кругов», в которых каждый Ме-110 обеспечивал безопасность хвоста самолёта, который находился впереди него. Геринг приказал переименовать их в «наступательные круги» в стремлении улучшить моральное состояние лётного состава. Эти тактические порядки часто успешно отражали атаки британских истребителей, которые сами становились атакованными летящими выше Ме-109. Это породило часто повторяемый миф, что Ме-110 эскортировали Ме-109. У Ме-110 самым успешным способом атаки был внезапный удар сверху.
Пилоты первой линии королевских ВВС были осведомлены о недостатках, свойственных их собственной тактике. Была принята компромиссная тактика, при которой один или два самолёта летели независимо выше и сзади для обеспечения большего радиуса обзора и защиты тыла; как правило, это были наименее опытные пилоты и часто они были первыми сбитыми в бою, даже не замечая, что попали в прицел. Во время боя 74 эскадрильи под командованием Адольфа Малана стала использовать видоизменённый немецкий порядок «четверо в линии сзади», который был крупным усовершенствованием старого построения клином. Построение Малана впоследствии стало общепринятым для истребительной авиации Великобритании.

### Бомбардировочная авиация
Четырьмя основными бомбардировщиками люфтваффе были Heinkel He 111, Dornier Do 17, Junkers Ju 88 и пикирующий бомбардировщик Junkers Ju 87. Наиболее многочисленными из них были Heinkel He 111, обладавшие характерной формой крыла. В каждом из первых трёх типов существовали модификации разведчиков, которые также активно применялись во время Битвы за Британию.

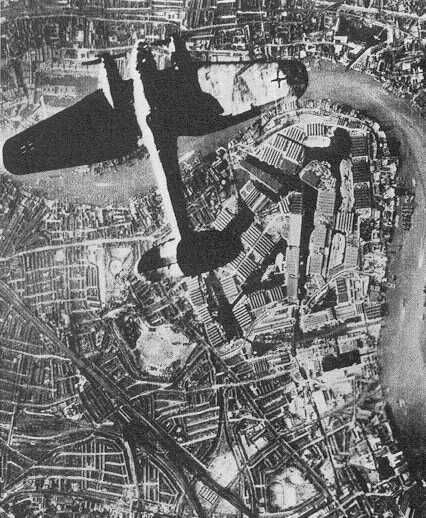
Heinkel He 111 над доками Лондона, 1941 год.

Несмотря на успехи люфтваффе на ранней стадии Битвы за Британию, пикирующие бомбардировщики Ju 87 понесли тяжёлые потери, что было связано с их низкой скоростью и уязвимостью для истребителей во время выхода из пикирования. В связи с этим была ограничена полезная нагрузка и выбирались по возможности более близкие цели.
Другие три типа бомбардировщиков отличались по своим характеристикам: Heinkel 111 был самым медленным, Ju 88 был самым быстрым, а Do 17 мог нести наименьшую бомбовую нагрузку. Все три типа бомбардировщиков несли большие потери от британских истребителей, однако потери Ju 88 были непропорционально больше. Позднее все три типа использовались во время ночных бомбардировок, однако Do 17 для этих целей использовался меньше, чем He 111 и Ju 88 из-за меньшей бомбовой нагрузки.
В Королевских ВВС тремя основными типами бомбардировщиков, в основном использовавшихся в ночных операциях по таким целям как фабрики, порты и железнодорожные узлы, были Armstrong Whitworth Whitley, Handley-Page Hampden и Vickers Wellington. Двухмоторный Bristol Blenheim и выходящий из использования одномоторный Fairey Battle были лёгкими бомбардировщиками; Blenheim был наиболее многочисленным бомбардировщиком Королевских ВВС, он использовался против кораблей, портов, аэродромов, промышленных объектов на континенте днём и ночью, в то время как Battle использовался редко.

### Итальянский воздушный корпус
На стороне Германии в битве принимал участие итальянский воздушный корпус, возглавляемый генералом ВВС Королевства Италии Рино Корсо Фужьером, выходцем из Корсики. Корпус был сформирован 10 сентября 1940 года и базировался в Бельгии. В него входили: 13-я и 43-я эскадрилья, вооружённые, в общей сложности, 74 двухмоторными бомбардировщиками Fiat BR.20М, и 172-я разведывательная эскадрилья с пятью самолётами CANT Z.1007bis.

Истребители-бипланы Fiat CR.42 Falco 56-й группы

 Для прикрытия бомбардировщиков использовалась 56-я группа с истребителями Fiat CR.42 и Fiat G.50. Для быстрого тылового обеспечения и связи с Италией использовались транспортные самолёты.
Впервые итальянский корпус показал себя 29 октября 1940 года во время налёта на Рамсгейт и выполнил задание без потерь из-за того, что не встретил сопротивления. Однако, следующая операция, налёт на Гарвич, состоявшаяся 11 ноября, ознаменовалась потерями. Было сбито три итальянских бомбардировщика, и ещё столько же получили серьёзные повреждения, несколько истребителей CR.42 были вынуждены приземлиться на британской территории, другим не хватило топлива, чтобы дотянуть до аэродрома базирования, и два десятка из них были вынуждены садиться в поле.
Последнее столкновения самолётов корпуса с британцами было 23 ноября. После этого бомбардировщики перешли к ночным налётам. В начале января 1941 года большая часть корпуса вернулась в Италию, где их переформировали и отправили на фронт в Северную Африку и Балканы.

## Стратегия люфтваффе
Изначально люфтваффе были организованы так, чтобы обеспечить тактическую поддержку армии на поле боя. Это успешно было осуществлено во время блицкрига вермахта против Польши, Дании и Норвегии, Нидерландов, Франции. Однако в битве за Британию люфтваффе вынуждены выступать в стратегической роли, чтобы обеспечить господство в воздухе над юго-востоком Англии и проложить путь для вторжения. К этому люфтваффе оказались не готовы.
После битвы за Францию люфтваффе были разделены на три воздушных флота (Luftflotten), на южном и северном флангах Великобритании. 2-й воздушный флот, которым командовал генерал Альберт Кессельринг, несёт ответственность за бомбёжки на юго-востоке Англии и в районе Лондона. 3-й воздушный флот генерала Уго Шперрле, был нацелен на западную часть страны, Midlands и северо-запад Англии. 5-й воздушный флот, возглавляемый генерал-полковником Ганс-Юргеном Штумпфом со штаб-квартирой в Норвегии, отвечал за бомбёжки, направленные на север Англии и Шотландии. В ходе битвы нагрузка сместилась с 3-го воздушного флота, который принял на себя больше ответственности за ночные налёты, а основные операции в дневное время легли на плечи 2-го воздушного флота.
Планировалось, что на подавление британской истребительной авиации на юге Англии уйдёт лишь четыре дня. Затем четыре недели отводилось на уничтожение предприятий британской авиационной промышленности. И далее пять недель, с 8 августа по 15 сентября, было отведено для достижения превосходства в воздухе над Англией. При этом люфтваффе должны были сохранить свои собственные силы, чтобы быть в состоянии поддерживать вторжение. Гитлер изначально запретил бомбардировки, направленные против мирного населения Великобритании.
Среди командования люфтваффе были разногласия по стратегии. Шперле хотел прежде всего уничтожить наземную инфраструктуру британской ПВО путём бомбардировок. Кессельринг же выступал за бомбардировки Лондона и за уничтожение британских истребителей в решающей битве. При этом возглавлявший люфтваффе Герман Геринг ничего не сделал для урегулирования разногласий между своими подчинёнными.

## Стратегия Королевских ВВС

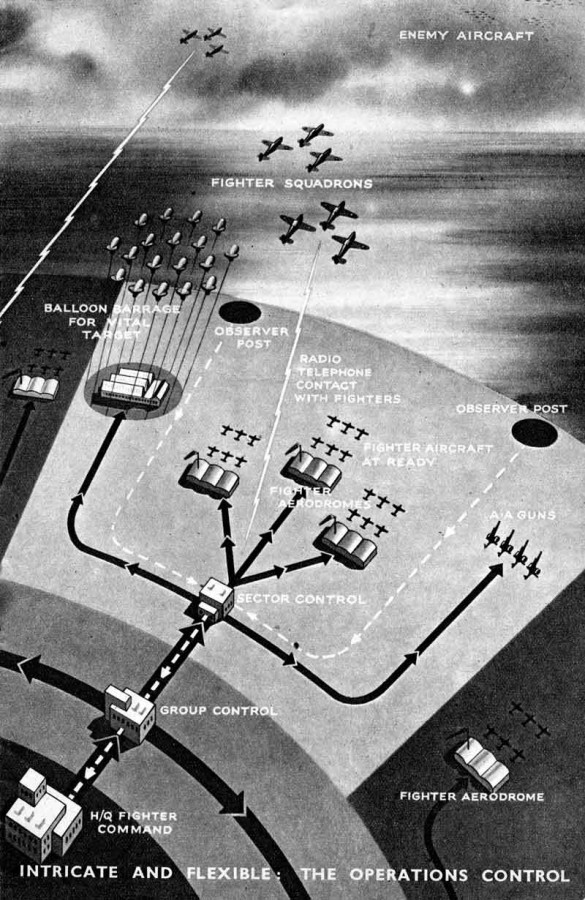
Иллюстрация работы «системы Даудинга»

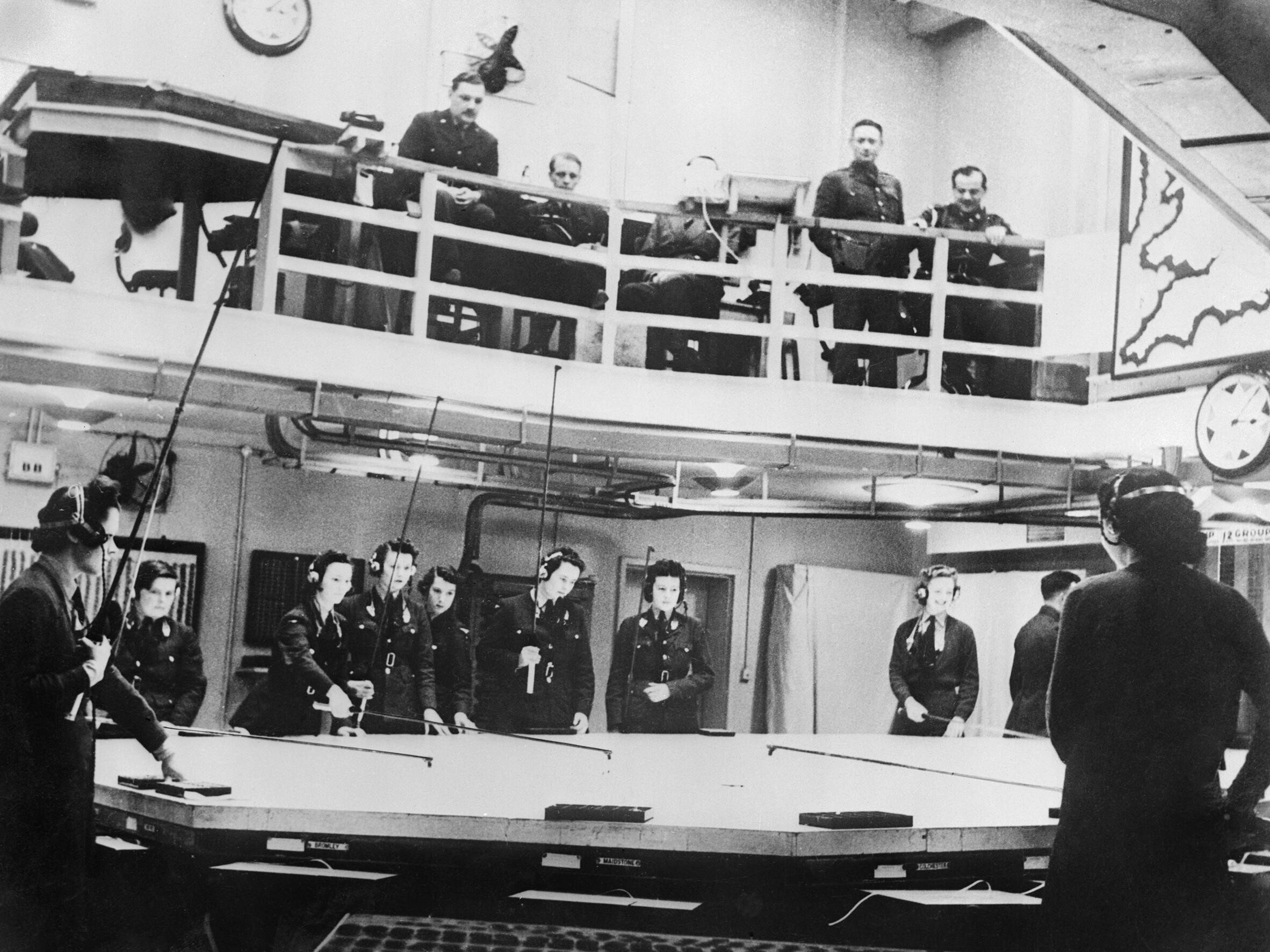
Командный центр Истребительного командования в Бентли Прайори в Харроу

Чтобы переломить ситуацию, британские ВВС разделили своих лётчиков — приблизительно 900 человек — на эскадрильи класса А, B и C. В эскадрильи класса А вошли лучшие лётчики, умевшие обучать начинающих пилотов и способные приводить своё боевое соединение домой в целости и сохранности. Этих лётчиков обучали приспосабливаться к стремительно меняющейся тактике врага и разрешали им атаковать самые отдалённые цели.
Эскадрильи класса В были хуже подготовлены, но командование британских ВВС постоянно поощряло и обучало их. Несмотря на дефицит лётчиков класса А, их всегда включали в эскадрильи класса В как лидеров и примеры для подражания.
А эскадрильи класса С как можно больше держали на земле. Хотя лётчиков нужно было больше, командование понимало, что участие необученных пилотов в воздушных боях может привести к таким же потерям среди британских лётчиков, как среди немецких.

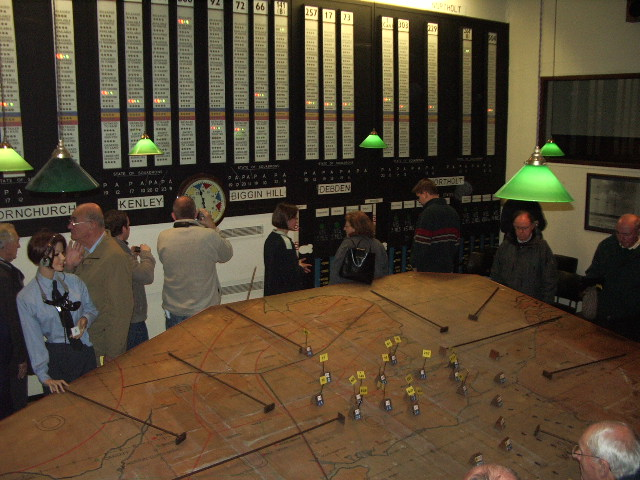
Восстановленная оперативная комната на командном пункте одной из истребительных групп в Уксбридже. Хорошо видны «секторные часы».

Успешные действия британской ПВО во многом были предопределены интеграцией средств обнаружения вражеских бомбардировщиков и управления истребительной авиацией, которая получила название «системы Даудинга», названной по фамилии Хью Даудинга, возглавлявшего Истребительное командование Королевских ВВС. Операторы радаров Chain Home обнаруживали немецкие самолёты, определяли пеленг и дистанцию до цели. Эти сведения передавались «плоттерам», которые наносили метку на карту. Вся первичная информация от радарных пунктов и центров управления наблюдения сообщалась в главный командный центр в Бентли Прайори в Харроу. Там вся информация визуализировалась на столах в виде цветных маркеров. Цвет маркера обозначал отрезок времени получения данных, на маркер с помощью магнитов наносилась информация о высоте и количестве вражеских самолётов в группе. Цвет меток высоты совпадал с цветом сектора специальных «секторных часов» на момент получения информации, что позволяло понять, когда следует изменить положение маркеров на столе.
Несколько маркеров, соответствующих одной группе вражеских самолётов, образовывали протяжённый трек на карте. Но проблема заключалась в том, что одной группе немецких самолётов обычно соответствовало несколько треков, так как доклады об одних и тех же самолётах поступали с разных станций и пунктов наблюдения. Поэтому так называемые «фильтраторы» пытались определить «истинный» трек, соответствующий по своим характеристикам реальной группе целей. После этого информацию о нём направляли в оперативные комнаты истребительных групп, и истребители наводились на цель.
Вышеописанную работу, требовавшую спокойствия и педантичности, в основном выполняли женщины из Женской вспомогательной службы ВВС. Благодаря слаженной работе операторов системы управления британские лётчики вступали в бой с противником, заранее зная о его появлении, и успевали занять удобную для атаки позицию с превышением по высоте. Не требовалось постоянно держать истребители в воздухе, тратя топливо и утомляя пилотов. Немецкий лётчик-ас А. Галланд, командовавший одной из немецких истребительных эскадр, вспоминал:

С самого начала британцы имели исключительное преимущество, которое так и не было сбалансировано в течение всей войны. Этим преимуществом была их радиолокационная сеть и система управления радиолокаторами и истребителями. Это оказалось для нас очень горьким сюрпризом. У нас не было ничего подобного. Мы не могли сделать ничего другого, кроме как нанести удар в лоб против исключительно хорошо организованной и решительной обороны Британских островов.

Одним из важных факторов стратегии борьбы в воздухе был и расчет на то, что большая часть летчиков сбитых над территорией Великобритании английских самолётов вновь пополняла ряды пилотов, в то время как люфтваффе несло прямые потери опытных летчиков, попадавших в британский плен.

## Этапы борьбы
- 13 августа 1940 — «День орла» (Adlertag), начало массированного воздушного наступления на Британию.
- 18 августа 1940 года вошёл в историю как «Самый трудный день»[англ.] (англ. The Hardest day) — в этот день произошли наиболее упорные воздушные бои[26]. В результате тяжёлых потерь, нанесённых истребителями британских ВВС, руководство Люфтваффе приняло решение отказаться от дальнейшего применения в налётах на Англию пикировщиков Ю-87 «Штука».
- 7 сентября 1940 — первый массированный налёт на Лондон (район доков).
- 15 сентября 1940 — самый крупный налёт на Лондон[1].

## Продолжение кампании
- 15 апреля 1941 года: ночной налёт на Белфаст — крупную верфь военно-морского флота («пасхальный» налёт[англ.]). Около 200 бомбардировщиков Люфтваффе сбросили на город и верфи тонны обычных и зажигательных бомб. Погибло 955 человек, 1500 ранено, половина города, включая большинство индустриальных объектов, была разрушена.

После отмены 9 января 1941 года Гитлером операции «Морской лев», гибели 27 мая 1941 года мощного линкора Бисмарк и переброски бомбардировочных соединений в мае 1941 (в немецкой историографии битва за Англию изучается до этого времени) для нападения Германии на Советский Союз, британское направление утратило для Германии первенствующее значение.
Несмотря на неспособность Люфтваффе завоевать превосходство в воздухе над британскими ВВС, руководство нацистской Германии надеялось продолжить бомбардировки Лондона с помощью крылатых и баллистических ракет; 13 июня 1944 началось первое боевое применение германских крылатых ракет Фау-1 (V1). В конце декабря 1944 года генерал Клейтон Биссел представил отчёт, указывающий на значительные преимущества V1 по сравнению с традиционными воздушными бомбардировками. Позднее статистика, относящаяся к потерям германских самолётов, несколько изменилась в сторону уменьшения, а к потерям британских самолётов в сторону увеличения.
Им была подготовлена следующая таблица:
|                                 | Blitz     | V1        |
| 1. Стоимость для Германии       |           |           |
| Вылетов                         | 90 000    | 8025      |
| Вес бомб, тонн                  | 61 149    | 14 600    |
| Израсходовано топлива, тонн     | 71 700    | 4681      |
| Потеряно самолётов              | 3075      | 0         |
| Потеряно экипажа                | 7690      | 0         |
| 2. Результаты                   |           |           |
| Строений уничтожено/повреждено  | 1 150 000 | 1 127 000 |
| Потери населения                | 92 566    | 22 892    |
| Отношение потерь к расходу бомб | 1,6       | 4,2       |
| 3. Стоимость для Англии         |           |           |
| Вылетов                         | 86 800    | 44 770    |
| Потеряно самолётов              | 1260      | 351       |
| Потеряно человек                | 2233      | 805       |

## Участие польских и чехословацких лётчиков-истребителей
В Битве за Британию приняло участие 144 польских лётчика-истребителя. Они добрались из Польши через Францию до Великобритании после разгрома польской армии в сентябре 1939 года и французской армии в июне 1940 года, соответственно. Во время Битвы за Британию поляки составляли около 5 % участвовавших в ней лётчиков-истребителей. Поляки сбили около 170 и повредили 36 немецких самолётов, что составило примерно 12 % всех потерь Люфтваффе. Большая часть из этих сбитых немецких самолётов (126) была заслугой 303-й Варшавской истребительной эскадрильи имени Тадеуша Костюшки, признанной лучшей эскадрильей Королевских военно-воздушных сил.
Чехословацкие лётчики также разными путями добирались до Великобритании из оккупированной немцами Чехословакии. В Битве за Британию приняли участие две чехословацких истребительных эскадрильи (310-я чехословацкая эскадрилья и 312-я чехословацкая эскадрилья), 88 чехословацких лётчиков. К концу Битвы за Британию только пилоты 310-й эскадрильи сбили 39 немецких самолётов. Чехословацкий ас Йозеф Франтишек сбил 17 самолётов противника. По данным Британского военного музея, это наилучший результат Битвы за Британию.

## Память о битве за Британию

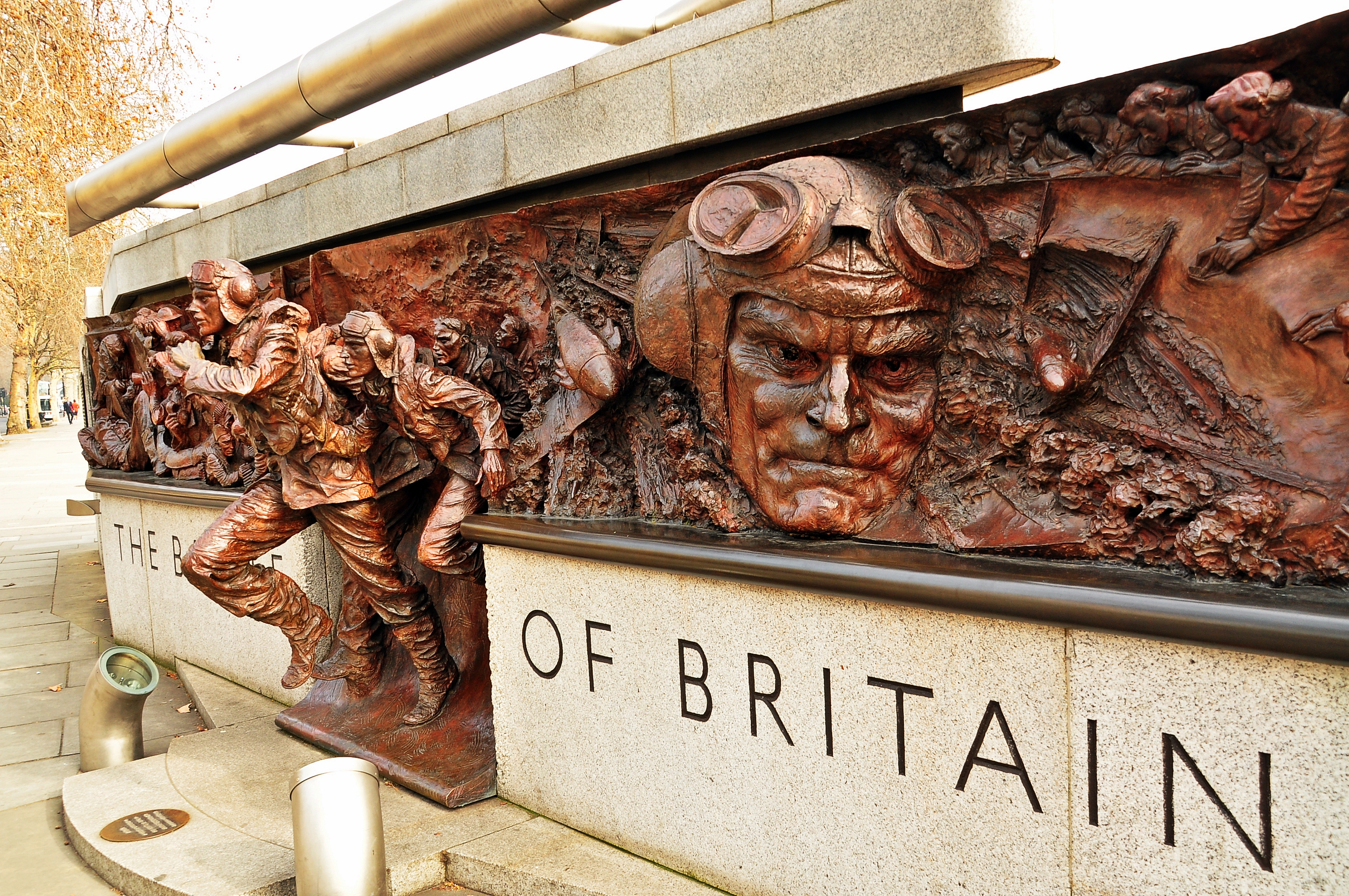
Памятник битве за Британию

- В Соединённом Королевстве День битвы за Британию отмечается 15 сентября. В Британском Содружестве память этих событий чаще всего почитается в третью субботу сентября, а на некоторых островах, расположенных в проливе Ла-Манш, этот день приходится на второй четверг того же месяца.
- В 1971 году в авиационных ангарах неподалёку от городка Фолкстон на юге Англии (графство Кент) был открыт негосударственный Музей Битвы за Британию[англ.][34].
- Песня «Aces In Exile» шведской хеви-пауэр-метал группы Sabaton посвящена Битве за Британию, в частности участвовавшим в ней польским и чехословацким лётчикам-добровольцам.
- 18 сентября 2005 года, в День битвы за Британию и в год 65-летия со дня её начала на набережной Виктории в Лондоне был открыт Памятник битве за Британию.
- В честь 75-летия Битвы за Британию в 2015 году Королевский монетный двор выпустил монету номиналом 50 пенни тиражом 5 900 000 штук[35].
- В 2025 году Королевский монетный двор выпустил ограниченным тиражом серию серебрянных и золотых слитков, посвящённых 85-летию Битвы за Британию [36].

## В кинематографе
- х/ф «Битва за Британию» (1969)
- т/с «Пара пустяков»[англ.] (1988)
- х/ф «Зияющая синева» (2001)
- м/ф «Питер Пэн: Возвращение в Нетландию» (2002) в начале мультфильма показаны бомбардировки Лондона
- х/ф «Хроники Нарнии» (2005) в начале фильма показали бомбёжку Лондона
- х/ф «Пёрл-Харбор» (2001). Участие американских добровольцев, действия «Орлиной эскадрильи»
- т/с «Война Фойла» (2002-2015)
- х/ф «Союзники» (2016)[37]
- х/ф «Ураган» (2018)[38]
- х/ф «303-я эскадрилья» (2018)[39]